# Бадьюшка
Бадьюшка — река в России, протекает в Юрлинском районе Пермского края. Устье реки находится в 29 км по левому берегу реки Лопва. Длина реки составляет 16 км.
Исток реки западнее деревни Бадья в 12 км к северо-западу от села Юрла. Течёт на восток, протекает деревни Новосёлова, Усть-Бадья, Шмани. Впадает в Лопву в 8 км к северо-востоку от села Юрла.

## Данные водного реестра
По данным государственного водного реестра России относится к Камскому бассейновому округу, водохозяйственный участок реки — Кама от истока до водомерного поста у села Бондюг, речной подбассейн реки — бассейны притоков Камы до впадения Белой. Речной бассейн реки — Кама.
По данным геоинформационной системы водохозяйственного районирования территории РФ, подготовленной Федеральным агентством водных ресурсов:
- Код водного объекта в государственном водном реестре — 10010100112111100002560
- Код по гидрологической изученности (ГИ) — 111100256
- Код бассейна — 10.01.01.001
- Номер тома по ГИ — 11
- Выпуск по ГИ — 1